# Günther von Schwarzburg (Oper)
Günther von Schwarzburg ist ein Singspiel in drei Aufzügen in deutscher Sprache. Das Libretto schrieb Anton von Klein (1746–1810), ein Jesuit, der nach Aufhebung des Ordens 1773 „Professor für Weltweisheit und Künste“ am Mannheimer Hof wurde. Die Musik komponierte Ignaz Holzbauer, Hofkapellmeister in Mannheim von 1753 bis 1778. Er widmete sein Werk dem Kurfürsten Karl Theodor von der Pfalz.

## Handlung
Die Oper spielt im Jahr 1349 in und bei Frankfurt am Main.

### Erster Aufzug
Saal im Palast des Pfalzgrafen Rudolf
Pfalzgräfin Anna will ihrem Leben ein Ende setzen. Sie fürchtet, ihren geliebten Karl, den König von Böhmen, nicht heiraten zu können, wenn ihr Vater dessen Rivalen Günther zum Kaiser wählt, wie er es diesem versprochen hatte. Anna wagt es nicht, Karls Mutter Asberta darum zu bitten, ihren Vater umzustimmen, und geht ab. Asberta sucht die Aussprache mit Rudolf. Dieser macht ihr klar, dass er sich an sein Wort gebunden fühlt. Er steht zwar einer Heirat Karls mit seiner Tochter nicht im Wege, wird aber Günther zum Kaiser wählen. Asberta ist rasend vor Zorn und will durch ihren Sohn selbst das Szepter in die Hand bekommen. Deshalb verspricht sie Anna, die wieder herein gekommen ist, zur Kaiserin zu machen. Diese bemerkt allmählich, dass Asberta mehr um eigene Machtambitionen als um das Glück des jungen Paars besorgt ist. Als Asberta Rudolf erneut ansprechen will, kommt Günther. Er versichert Rudolf, sich als Kaiser für inneren und äußeren Frieden und die Freiheit im Reich einzusetzen. Asberta droht ihm jedoch mit Bürgerkrieg, wenn er nicht zugunsten Karls, der den Segen des Papstes habe, auf die Krone verzichtet. Günther fordert sie auf, die Wahl der Fürsten zu respektieren. Diese würden auch Karl wählen, wenn er ihre Rechte und Freiheiten garantiert. Wieder packt Asberta die Wut; bei den Mächten der Hölle schwört sie: Herrschaft oder Tod.
Günthers Lager vor Frankfurt
Karl greift Günthers Lager an und unterliegt. Günther feiert mit seinen Gefolgsleuten den Sieg im Namen des Vaterlands.

### Zweiter Aufzug
Garten in Rudolfs Palast mit Aussicht auf den Main und Frankfurt-Sachsenhausen
Anna trauert um Karl, von dem sie glaubt, er sei gefallen. Von ihr zunächst unbemerkt, kommt Karl in den Garten. Er schwankt, ob er Günther die Gefolgschaft anbieten oder sich mit Anna in Liebe vereinen soll. Sie bemerkt ihn, doch als sie sich in die Arme schließen wollen, tritt Asberta auf. Sie fordert von ihrem Sohn, noch einmal gegen Günther in den Kampf zu ziehen. Obwohl er bei seiner Geliebten bleiben möchte, folgt er seiner Mutter. Die Pfalzgräfin bleibt zurück und fürchtet, Karl für immer verloren zu haben.
Platz in Frankfurt
Das Volk huldigt Günther als dem neuen König. Dieser verspricht seinerseits, den Gesetzen und dem Volk zu dienen, für Frieden und Wohlstand („Völkerheil“) zu sorgen. Asberta akzeptiert Günthers Wahl nicht, sondern ist gewillt, mit ihrem Sohn weiter gegen ihn zu kämpfen. Das Volk wiederholt seine Huldigung an Günther.

### Dritter Aufzug
In Rudolfs Palast
Asberta ist nach wie vor entschlossen, die Macht im Reich zu erringen. Rudolf tritt ein und berichtet ihr, dass Günther durch ein langsam wirkendes Gift im Sterben liege, dem, so glaubt er, Anna bereits erlegen ist. Er trauert um seine Tochter, während Asberta verhalten triumphiert. Jetzt beginnt auch Rudolf misstrauisch gegen sie zu werden.
Gegend am Main bei Frankfurt
Karl hat mit seinen Leuten Günthers Lager vom Fluss aus angegriffen und seinen Rivalen vernichtend geschlagen. Die Sieger feiern marodierend und brandschatzend. Unter ihnen ist auch die als Soldat verkleidete Anna. Sie gibt sich als Bote Rudolfs aus, der von Karl fordere, zwischen seiner Liebe zu Anna und der Kaiserkrone zu wählen. Von leidenschaftlicher Liebe entflammt, eilt er davon.
In Günthers Palast
Rudolf steht weiterhin treu zu Günther. Anna, noch immer verkleidet, und Karl kommen hinzu. Karl schwört Rudolf, dass nicht die Kaiserkrone, sondern nur die Liebe sein Handeln bestimmt habe. Auf die Nachricht von Annas vermeintlichem Tod sinkt er ohnmächtig zu Boden. Anna legt daraufhin ihre Verkleidung ab, und er erwacht wieder. In seliger Umarmung besingen sie ihre Liebe. Vom Gift bereits sehr geschwächt, verzichtet Günther zugunsten Karls auf die Kaiserkrone, teilt ihm aber auch mit, dass Asberta die Urheberin des Giftmordes ist. Diese kommt herein, um Günther zu erdolchen. Karl hindert sie daran und verflucht sie. In maßloser Wut ersticht sie sich. Mit der Aufforderung an Karl und Rudolf, dem Reich Frieden, Freiheit und Eigenständigkeit zu bewahren, stirbt Günther.

## Historischer Hintergrund

### 1349
Mit Ausnahme von Asberta sind alle Personen historisch. Auch die Handlung beruht in ihren wesentlichen Zügen auf Tatsachen. Gegen den Luxemburger König Karl IV. unterstützte Pfalzgraf Rudolf II. den schwachen Gegenkönig Günther von Schwarzburg. Dieser verzichtete jedoch schon nach kurzer Zeit zugunsten Karls auf den Thron und starb wenig später, jedoch wohl nicht infolge eines Giftanschlags. Karl konnte daraufhin auch Rudolf zum Verbündeten gewinnen. Der Pakt wurde mit der Heirat von dessen Tochter Anna bekräftigt.
Mittelbare Folge dieses Bündnisses war, dass Karl durch die Goldene Bulle 1356 den Pfalzgrafen offiziell zu einem der zunächst sieben Kurfürsten machte. Das Haus Wittelsbach bekam damit das erbliche Recht, den deutschen König zu wählen. 1648 erhielt das Haus mit dem Herzogtum Bayern eine zweite Stimme in diesem Gremium. Da es auch des Öfteren den Erzbischof von Köln stellte, hatte es zeitweise sogar drei Stimmen.

### 1777/78
Es war absehbar, dass das Haus Wittelsbach eine Kurstimme verlieren würde. Sowohl Karl Theodor von der Pfalz als auch Max III. Joseph von Bayern waren ohne männlichen Erben geblieben, womit die Stimme dessen erlosch, der zuerst starb. Es war der Bayer, noch Ende 1777. Karl Theodor erbte Bayern, aber nicht dessen Stimme, da er selbst bereits eine besaß. Nach seinem Tod 1799 fiel die Stimme wie alle seine Länder an die Linie Pfalz-Zweibrücken, die jedoch keinen römisch-deutschen Kaiser mehr wählen sollte. Wie es die wittelsbachischen Hausverträge vorsahen, übersiedelte Karl Theodor 1778 mit seinem Hof nach München. Dies hatte auch die Zusammenlegung der bayerischen und kurpfälzischen Hofkapelle in die neue pfalz-bayerische Hofkapelle zur Folge. Den Musikerinnen und Musikern der kurpfälzischen Hofkapelle war es zunächst freigestellt, an ihrem alten Wirkungsort zu bleiben oder mit nach München zu wechseln, einige suchten auch anderweitig eine neue Anstellung und verbreiteten damit nicht zuletzt die Errungenschaften der sog. Mannheimer Schule europaweit. Zum Beispiel gingen das Ehepaar Barbara und Ludwig Fischer, die die Asberta bzw. den Rudolf in der Uraufführung des Günther sangen, nach Wien, wo Ludwig den ersten Osmin in Die Entführung aus dem Serail sang; ebenso der Hofbeamte und Chordirektor Franz Fridolin Weber, der mit seiner Familie ebenfalls nach Wien ging und dessen Tochter Konstanze später Wolfgang Amadeus Mozart heiraten sollte.
So bedeutend die Stellung des Hauses Wittelsbach angesichts seiner Kurstimmen im Reich erscheinen mochte, so prekär war seine tatsächliche Lage. Das galt insbesondere für die Kurpfalz, die ihre weitverstreuten Landesteile kaum gegen Einfälle mächtiger Nachbarn schützen konnte. Die Politik der Wittelsbacher schwankte zwischen defensiver Neutralität und der Ambition, zur dritten Großmacht innerhalb des Reiches aufzusteigen. Letztere fand ihren Ausdruck in der von der Kurpfalz nur halbherzig unterstützten Wahl Karls VII. von Bayern zum römisch-deutschen Kaiser (1742–1745). Nachdem Preußen durch den Hubertusburger Frieden endgültig zur zweiten Großmacht im Reich aufgestiegen war, suchten die Wittelsbacher überwiegend ihr Heil in Defensivbündnissen mit Preußen, das sich immer mehr als Verteidiger der reichsständischen Freiheit gegen die Habsburger gerierte, vermieden aber jegliche Konfrontation mit Österreich. Für die Wahl zum römischen, d. i. katholischen, Kaiser kam ein protestantischer oder reformierter Fürst ohnehin nicht in Frage.

## Gestaltung

### Libretto
Das Libretto ist voller Anspielungen auf die eben skizzierten Zeitumstände, die erst ansatzweise entschlüsselt wurden. Es diente natürlich nicht zuletzt dazu, die kurfürstliche Dynastie zu verherrlichen und die Absichten und Ziele der Politik Karl Theodors zu propagieren. Klein gelang es allerdings nicht, ein trotz dieser Vorgaben opern- und bühnentaugliches Libretto zu schaffen. Das wäre wohl möglich gewesen, wenn für Rudolf bis zum Schluss ein Konflikt zwischen seiner Loyalität zu Günther und dem Liebesglück seiner Tochter zu dessen Rivalen Karl bestanden hätte. Dieser ist aber bereits in der zweiten Szene entschieden: Beides ist offenbar gleichzeitig möglich. Schwierig war auch ein anderes Problem: Anna durfte als Angehörige der kurpfälzischen Dynastie und damit als Sympathieträgerin keinesfalls machthungrig erscheinen. Sie war dadurch auf die leidgeprüfte, duldungsfähige Geliebte festgelegt, die allerdings im letzten Akt für ihren Geliebten vorsichtig aktiv wird. Den Gegenentwurf zu ihr stellt Asberta dar, die, um mögliche diplomatische Verwicklungen zu vermeiden, keine historische Person sein durfte. Im Gegensatz zu einigen anderen „rasenden Weibern“ in den Dramen und Opern dieser Zeit (etwa der Orsina in Emilia Galotti und der Vitellia in Mozarts La clemenza di Tito) ist sie allerdings sehr eindimensional, da ausschließlich von Machtgier getrieben gezeichnet.
Nach Alceste von Christoph Martin Wieland und Anton Schweitzer erschloss Günther von Schwarzburg in der Nachfolge von Goethes Götz von Berlichingen der deutschsprachigen Oper ein neues Stoffreservoir: das des deutschen Mittelalters. Da die Dekorationen, teilweise mit Blick auf die Stadt Frankfurt im Hintergrund, nicht ohne Weiteres für andere Opern verwendet werden können, ist die Oper auch eines der frühesten Ausstattungsstücke im Stil der Grand opéra.
Die Dekorationen für die Uraufführung schuf Lorenzo Quaglio, der Stammvater der später in München ansässigen Familie von Malern und Theaterdekorateuren.

### Musik
Wenn vom Günther die Rede ist, darf Mozarts Urteil darüber nicht fehlen. Also sei auch hier der berühmte Ausschnitt seines Briefes an den Vater vom 14. November 1777 zitiert, den er nach einer von ihm besuchten Aufführung geschrieben hat: „die Musick von Holzbauer ist sehr schön. die Poesie ist nicht werth einer solchen Musick. an meisten wundert mich, daß ein so alter Mann, wie holzbauer, noch so viell geist hat; denn das ist nicht zu glauben was in der Musick für feüer ist“. Das Autograph der Oper galt als verschollen, bis die Musikhistorikerin Bärbel Pelker 1997 im Rahmen einer umfangreichen Sammeltätigkeit in der Forschungsstelle Mannheimer Hofkapelle der Heidelberger Akademie der Wissenschaften die autographe Partitur im Bestand „Archiv Bartenstein Musikalien“ im Hohenlohe Zentralarchiv in Schloss Neuenstein als Originalhandschrift Holzbauers identifizieren konnte. Die Ergebnisse ihrer quellenphilologischen Untersuchung an der an Korrekturen und Überklebungen so reichhaltigen Handschrift erschienen 2000 als Faksimile mit einem ausführlichen Kommentarband im Strube-Verlag München.

### Instrumentation
Die Orchesterbesetzung der Oper enthält die folgenden Instrumente:
- Holzbläser: zwei Flöten, zwei Oboen, zwei Fagotte
- Blechbläser: zwei Hörner, zwei Trompeten
- Pauken
- Streicher
- Basso continuo

## Einspielungen
Es sind derzeit nur zwei Aufnahmen erhältlich.
Eine Aufnahme ist durch den Hessischen Rundfunk in Zusammenarbeit mit cpo erhältlich. In ihr singen Robert Wörle den Günther, Michael Schopper den Rudolf, Claron McFadden die Anna, Clarry Bartha die Asberta und Christoph Prégardien den Karl. Es spielt das Orchester La Stagione Frankfurt mit dem Vokalensemble La Stagione unter der Leitung von Michael Schneider.
Eine weitere Einspielung wurde 1960 in Mailand in italienischer Sprache aufgenommen. Die Mitwirkenden sind Luigi Infantino (Tenor) als Günther, Raffaele Arie (Bass) als Rudolf, Anna Moffo (Sopran) als Anna, Giacinto Prandelli (Tenor) als Karl und Orietta Moscucci (Sopran) als Asberta. Es musiziert das Orchestra Sinfonica della RAI di Milano unter der Leitung von Oliviero De Fabritiis. Die Aufnahme ist bei MYTO erhältlich.